# سيإيإيتشي أكاشي
سيإيإيتشي أكاشي (باليابانية: 赤星 誠一) (6 سبتمبر 1980 في أويتا في اليابان – )؛ هو لاعب كرة قدم سابق كان يلعب كمدافع.